# Águeda Reynés
Pour les articles homonymes, voir Reynés et Calvache.
Águeda Reynés Calvache, née le 4 février 1967, est une femme politique espagnole membre du Parti populaire (PP).
Elle est élue députée de la circonscription des îles Baléares lors des élections générales de décembre 2015.

## Biographie

### Vie privée
Elle passe sa scolarité à l'IES Joan Ramis i Ramis de Port Mahon. Elle est mariée et mère de deux enfants. Elle possède le niveau C du CECRL pour la langue catalane.

### Vie professionnelle
Elle réalise ses études en éducation sociale grâce à l'université nationale d'enseignement à distance (UNED) et travaille comme fonctionnaire de carrière à l'Agence nationale de l'Administration fiscale (AEAT) à partir de 1985.

### Maire d'un bastion socialiste
Inscrite au Parti populaire en 2007, elle devient secrétaire générale de la section municipale de Port Mahon en décembre 2008 et est investi, à ce titre, comme candidate à la mairie lors des élections municipales de mai 2011. Elle réalise alors la surprise générale puisqu'elle bat les socialistes de Vicenç Tur — dont le parti est au pouvoir depuis 1983 — en remportant 5 450 voix et 47,58 % des suffrages exprimés, se traduisant en une majorité absolue de treize mandats sur les vingt-et-un qui composent l'assemblée municipale. Elle est élue maire de la ville le 11 juin suivant et devient ainsi la première femme et la première personnalité issue du Parti populaire à ravir le fauteuil de maire. En cette qualité, elle siège au conseil d'administration de l'Autorité portuaire des Baléares et comme deuxième vice-présidente de la Fédération des Entités locales des îles Baléares (FELIB). Entre 2009 et 2011 déjà, elle est membre du conseil d'administration d'IB3. En octobre 2011, elle annonce son intention de mener une consultation populaire dont le but est d'approuver une nouvelle dénomination de la ville après le changement introduit pas les socialistes et ainsi « hispaniser » le toponyme. Après validation par le Bauzà et le président du conseil insulaire de Minorque Santiago Tadeo Florit, le changement est publié au Bulletin officiel de l'État le 4 mars 2014 et « Maó » devient « Maó-Mahón ». Le 14 août 2018, elle assiste avec Isabel Borrego et José María Lassalle à un forum présidée par la reine Sofía sur l'île de Minorque.
Elle choisit de se représenter lors des élections municipales de mai 2015 mais, avec 4 275 voix et 36,02 % des suffrages, elle perd sa majorité absolue et ne retient que huit mandats au conseil municipal. Une coalition entre Ara Maó et le PSOE de Vicenç Tur, totalisant six sièges chacun, permet l'investiture de Conxa Juanola Pons au poste de maire et le renvoi des conservateurs dans l'opposition municipale. Águeda Reynés devient alors porte-parole du groupe populaire.

### Députée nationale
Minorquine, elle est investie en troisième position sur la liste présentée par le parti dans la circonscription des îles Baléares à l'occasion des élections générales de décembre 2015 derrière la Majorquin Mateu Isern et l'Ibizien José Vicente Marí Bosó,. Élue avec ses deux collègues au Congrès des députés, elle siège à la commission de la Santé et des Services sociaux et à celle de l'Équipement. Elle exerce les responsabilités de porte-parole adjointe à la commission de l'Emploi et de la Sécurité sociale. Elle conserve son mandat à la suite du scrutin législatif anticipé de juin 2016 sur la liste conduite, cette fois-ci, par Teresa Palmer Tous. Reprenant à l'identique ses responsabilités jusqu'en décembre suivant, elle abandonne son porte-parolat adjoint de la commission de l'Emploi pour celui de la commission de l'Énergie, du Tourisme et du Numérique.
En juillet 2017, elle devient présidente du PP de Port Mahon.